# Turnaj mistrů
Turnaj mistrů, oficiálně ATP Finals a sponzorským názvem Nitto ATP Finals, představuje závěrečný tenisový turnaj mužské profesionální sezóny pro osm nejvýše postavených mužů ve dvouhře a osm nejlepších párů ve čtyřhře na žebříčku ATP Race, pokud se podle pravidel účastníci nekvalifikovali jiným způsobem. Událost, kterou organizuje Asociace tenisových profesionálů (ATP), patří jako jediná po grandslamu do druhé nejvyšší kategorie ATP Tour Finals.
Závěrečný šampionát se odehrává v listopadovém termínu. V letech 2021–2025 je místem konání italský Turín. Turnaj probíhá v multifunkční aréně Inalpi, v níž je instalován dvorec s tvrdým povrchem GreenSet. Celkové odměny ATP Finals 2024 dosáhly částky 15 250 000 amerických dolarů. Hlavním sponzorem se v sezóně 2017 stala japonská společnost Nitto Denko.
Soutěže dvouhry se účastní osm tenistů, z nichž každý odehraje tři vzájemné zápasy v jedné ze dvou čtyřčlenných základních skupin A a B. První dva tenisté z každé skupiny postupují do semifinále, které je hráno vyřazovacím systémem pavouka. První ze skupiny A se utkává s druhým ze skupiny B a naopak. Vítězové semifinále pak postupují do finále. Soutěž čtyřhry kopíruje formát dvouhry. Za každé vítězné utkání v základní skupině obdrží singlista či deblista 200 bodů, neporažený šampión pak celkem 1 500 bodů.
Turnaj mistrů byl založen v roce 1970. Premiérový ročník se konal v Tokiu. Nejvyšší počet sedmi singlových titulů získal Srb Novak Djoković. Ročník 2023 vyhrál ve 36 letech jako nejstarší šampion. S šesti trofejemi jej následuje Švýcar Roger Federer a pětkrát dvouhru ovládli Čechoameričan Ivan Lendl s Američanem Petem Samprasem. Rekordních sedm deblových trofejí si odvezli Američané Peter Fleming a John McEnroe.
Ženským protějškem závěrečné události sezóny je Turnaj mistryň– WTA Finals.

## Historie
Turnaj začal svou historii na konci roku 1970 pod názvem Masters Grand Prix (turnaj mistrů Grand Prix) jako součást tehdy existujícího tenisového okruhu Grand Prix, který pořádala International Lawn Tennis Federation (ILTF).

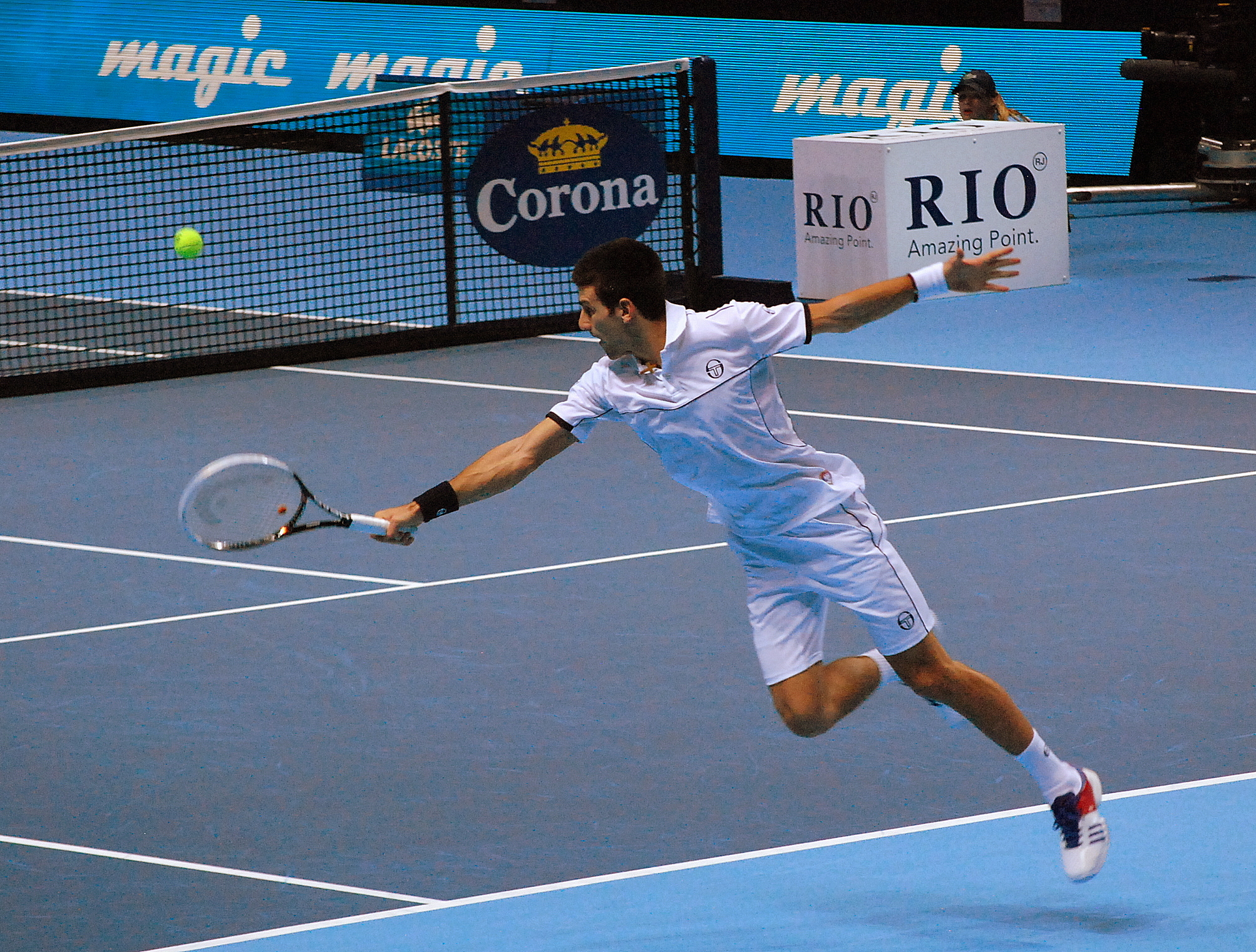
Novak Djoković, 2011

Od počátku byl uplatňován formát s nejlepšími hráči okruhu podle dosažených bodů z turnajů v dané sezóně. V premiérovém ročníku se kvalifikovalo pouze šest nejlepších hráčů, ve druhém pak sedm tenistů. Všichni se v rámci jedné skupiny utkali ve vzájemných zápasech – každý s každým. Vítězem se stal hráč s nejlepším výsledkem. Od třetího ročníku byl nastolen formát s osmi nejlépe postavenými tenisty, kteří byli rozděleni do dvou čtyřčlenných skupin. První dva z každé skupiny pak postoupili do semifinále, po němž následovalo finále. Změna herního systému byla učiněna se záměrem zvýšení přitažlivosti pro diváky, kdy o vítězi rozhoduje až poslední střetnutí. Při omluvě účastníka získal právo startu další v pořadí.

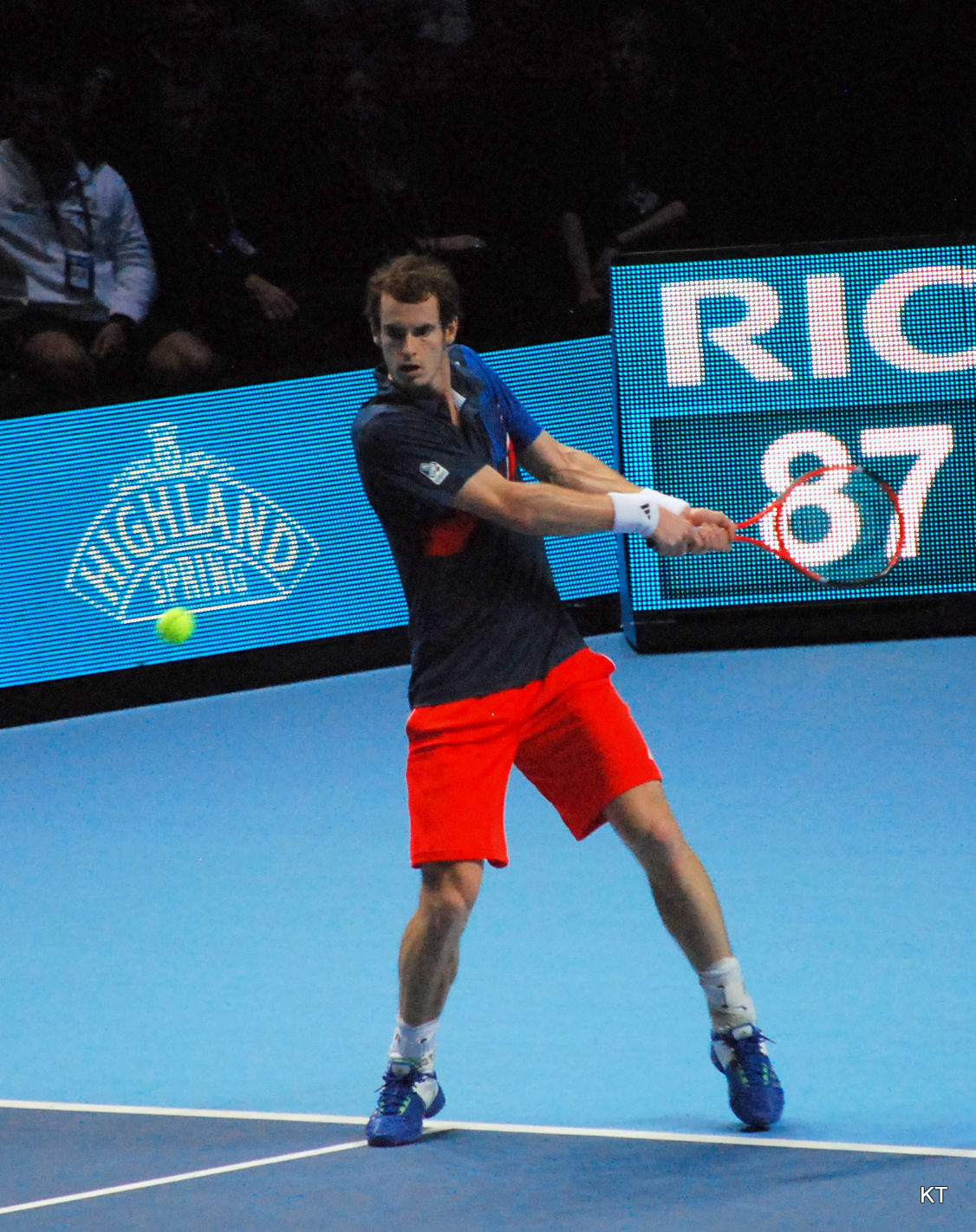
Andy Murray, 2011

Od roku 1982 došlo k vytvoření nového formátu. Zrušeny byly základní skupiny a ve vyřazovacím systému pavouka se utkalo dvanáct nejlepších tenistů. Čtyři nejvýše postavení na žebříčku měli volný los a začínali od čtvrtfinále. Do čtyřhry nastupovalo šest párů s volným losem prvních dvou nasazených. V sezóně 1985 následovala modifikace, kdy se na turnaj kvalifikovalo šestnáct nejlepších ve dvouhře. Opuštění tohoto formátu proběhlo v roce 1986, kdy se organizátoři vrátili k základní fázi dvou čtyřčlenných skupin (Dona Budge a Freda Perryho). Obdobně byly čtyřčlenné skupiny obnoveny v deblu (bílá a červená). K zachování došlo u vyřazovacího systému semifinále a finále.
Mezi lety 1971–1989 paralelně probíhal také druhý závěrečný turnaj sezóny WCT Finals, jenž byl organizován konkurenčním okruhem World Championship Tennis Tour. Přestože byl Masters Grand Prix vrcholnou akcí, hráči z něj nezískávali do světové klasifikace žádné body.
V roce 1990 se stala řídící organizací mužského okruhu Asociace tenisových profesionálů (ATP), která nahradila název Masters za nový ATP Tour World Championship. Skončila tak éra bez bodů, když neporažený šampión mohl získat stejný počet bodů jako vítěz grandslamového turnaje. Původní pořadatel turnaje mistrů Mezinárodní tenisová federace pokračovala v organizování čtyř Grand Slamů a nově založila konkurenční závěrečný šampionát roku známý jako Grand Slam Cup, kterého se mohlo účastnit 16 tenistů, kteří během sezóny nasbírali nejvíce bodů v rámci grandslamu.

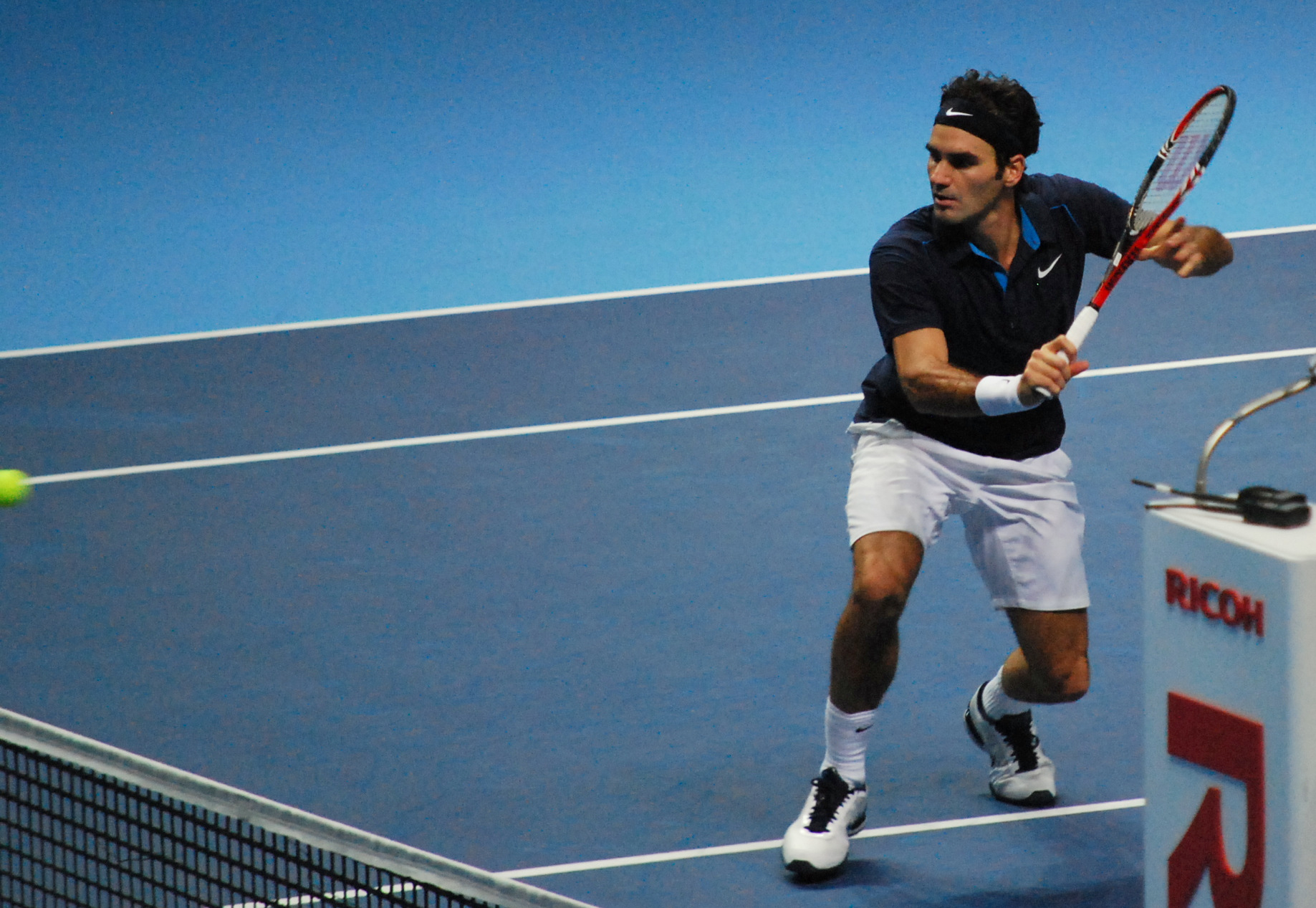
Roger Federer, 2011

V prosinci 1999 se obě řídící organizace ATP a ITF dohodly na ukončení dichotomie a souhlasily s vytvořením společné události nazvané Tennis Masters Cup, jež se poprvé konala v roce 2000. Soutěž dvouhry proběhla v Lisabonu a čtyřhra v indickém Bengalúru. Formátem navázala na předchozí turnaje mistrů, když obsahovala dvě čtyřčlenné skupiny osmi nejlepších na žebříčku ATP, a to jak v singlové tak i deblové části. Přesto, podle pravidel Tennis Masters Cupu, nemá účastník figurující na osmé příčce žebříčku ATP Race jistotu účasti. Pokud singlista či deblový pár dokáže v roce zvítězit alespoň na jednom Grand Slamu, a současně se umístit do dvacátého místa klasifikace, pak nahradí v pořadí osmého hráče figurujícího na žebříčku ATP. Pokud se podaří vyhrát grandslamovou událost více hráčům, kteří byli zároveň do dvacítky, ale nikoli v osmičce, pak na turnaj postupuje lépe žebříčkově postavený účastník.
V sezóně 2009 došlo k přejmenování závěrečného turnaje na ATP World Tour Finals. Původně na čtyřleté období 2009–2013 se dějištěm stala londýnská O2 Arena. Roku 2012 organizátoři prodloužili s arénou smlouvu do sezóny 2015. V roce 2015 došlo k posunutí kontraktu do sezóny 2018. V roce 2017 byl turnaj přejmenován na ATP Finals a setrvání dějiště v londýnské O2 Areně potvrzeno až do roku 2020.

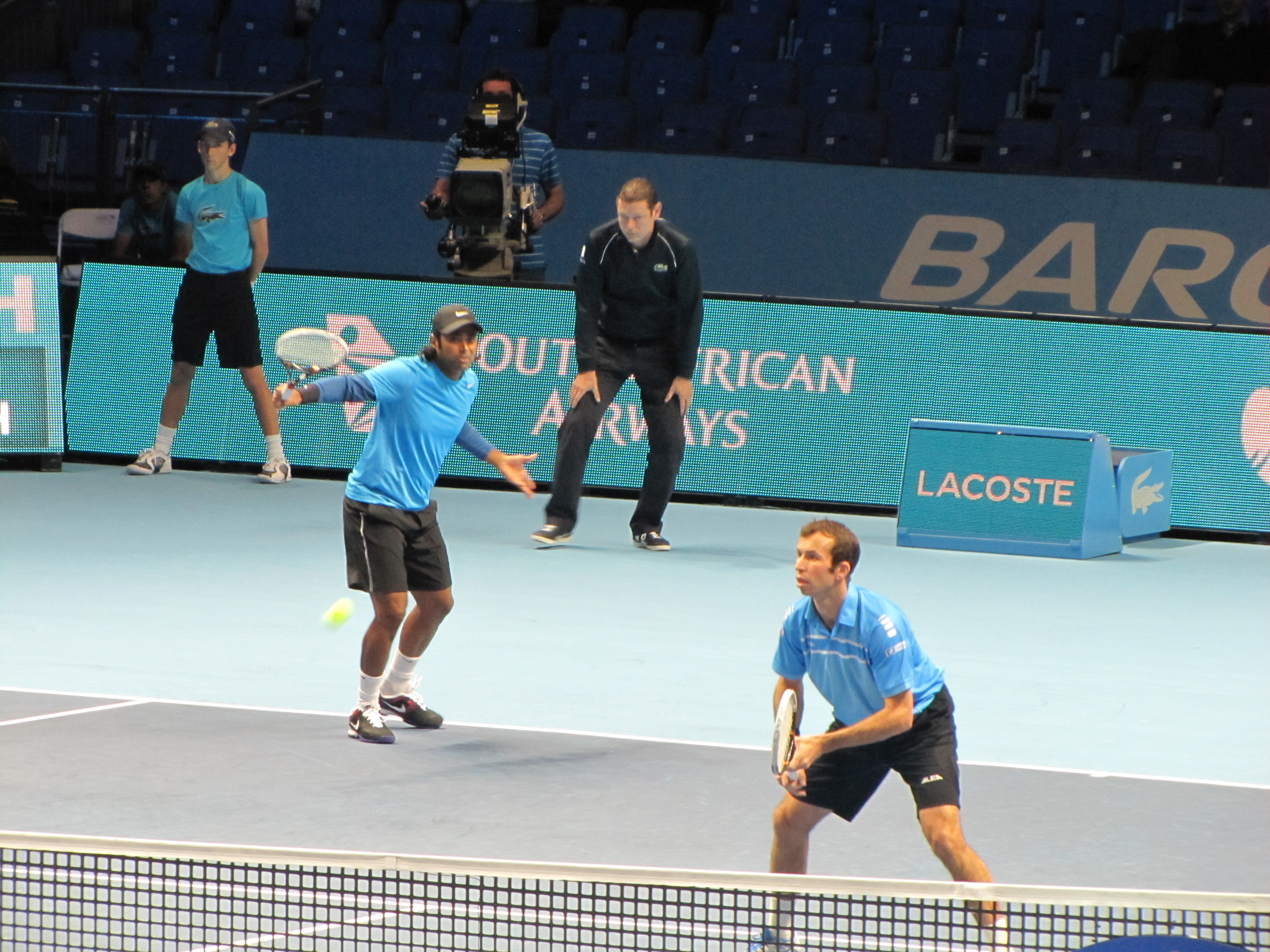
Leander Paes a Radek Štěpánek, 2012

Soutěž čtyřhry byla poprvé hrána, stejně jako dvouhra, roku 1970 v Tokiu. V období 1971–1974, a opět v roce 2002, se nekonala. V sezónách 1986–2001 probíhala na jiných místech, než singlový turnaj. Ze společného newyorského dějiště v Madison Square Garden se roku 1986 přestěhovala na čtyřleté období do Londýna. Pak pokračovala v Sanctuary Cove, Johannesburgu, Jakartě, Eindhovenu, Hartfordu a Bengalúru, než se opět v sezóně 2003 připojila k singlovému turnaji, konanému v Houstonu.
V období 2000–2024 se jedenáctkrát o konečné světové jedničce rozhodovalo na Turnaji mistrů, a to v sezónách 2000 (Kuerten), 2001–2002 (Hewitt), 2003 (Roddick), 2009 (Federer), 2013 (Nadal), 2014 (Djoković), 2016 (Murray), 2019 (Nadal), 2022 (Alcaraz) a 2023 (Djoković).

### Kvalifikační kritéria
Hráči či páry se kvalifikují v následujícím pořadí:
1. Zaprvé, sedm nejvýše postavených na žebříčku ATP Race vydaného v pondělí týdne před rozehráním turnaje.
2. Zadruhé, až dva grandslamoví vítězové dvouhry nebo takové vítězné páry čtyřhry figurující na 8. až 20. místě žebříčku, a to podle sestupného umístění.
3. Zatřetí, 8. singlista nebo pár čtyřhry na žebříčku ATP Race.

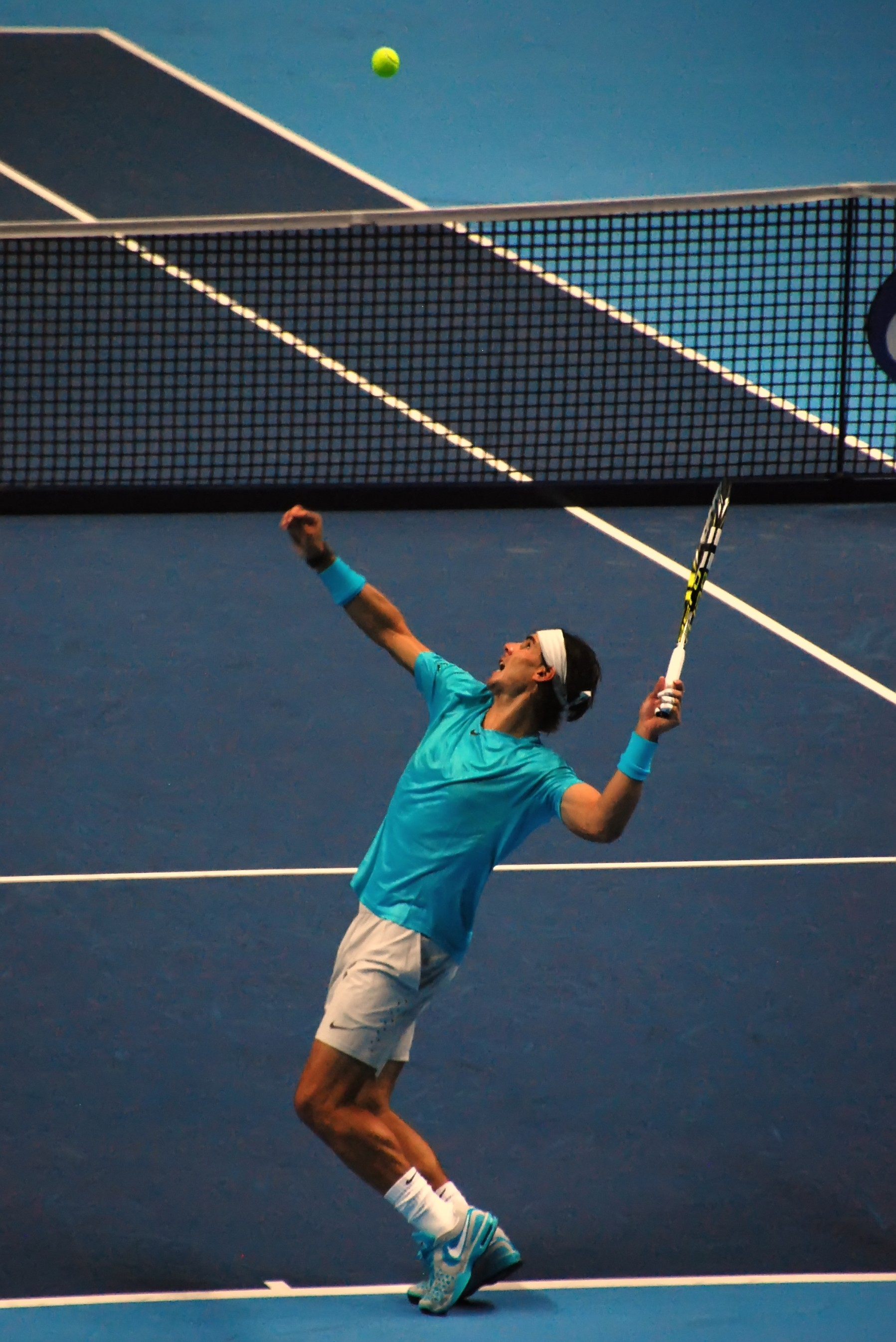
Rafael Nadal, 2013

Dvěma náhradníky jsou tenisté či páry umístění na prvních nepostupových místech žebříčku ATP Race. V případě jejich odmítnutí či zranění určuje náhradníky organizace ATP.  
Do žebříčku ATP Race, vydávaného vždy v pondělí, se započítávají body získané během 52 týdnů před Turnajem mistrů. Kumulovány jsou z Grand Slamu, ATP Tour, United Cupu, ATP Challenger Tour a ITF Tour. Singlistům se přičetly body z 19 turnajů, do nichž se řadily:
- 4 Grand Slamy
- 8 turnajů s povinným startem v kategorii ATP Masters 1000
- 7 nejlépe bodově hodnocených výsledků (United Cup, Monte-Carlo Masters, ATP 500, ATP 250, challengery, ITF)
- Výsledky až 3 povinných turnajů ATP Masters 1000 může singlista nahradit lepšími výsledky z kategorií ATP 500 či ATP 250.

Ve čtyřhře je výsledný bodový zisk páru do žebříčku kumulován z devatenácti turnajů okruh ATP Tour, a to podle nejlepších výsledků nezávisle na grandslamu či turnajích ATP Masters 1000.

### Body a finanční odměny
Odměny ATP Finals 2024 činily 15 250 000 dolarů, znamenající meziroční nárůst o 1,67 %. Vzhledem ke skokovému navýšení dotace Turnaje mistryň 2024 o cca 70 %, byly poprvé od roku 2015 rozpočty mužské a ženské závěrečné události sezóny vyrovnány.
| Fáze | Fáze                | dvouhra          | čtyřhra        | body     |
| --- | ------------------- | ---------------- | -------------- | -------- |
| neporažení vítězové                                                                                     | neporažení vítězové | 4 881 100 $      | 959 300 $      | 1 500    |
| vítězové                                                                                                | vítězové            | F + 2 237 200 $  | F + 356 800 $  | F + 500  |
| finalisté                                                                                               | finalisté           | ZS + 1 123 400 $ | ZS + 178 500 $ | ZS + 400 |
| za výhru ve skupině                                                                                     | za výhru ve skupině | 396 500 $        | 96 600 $       | 200      |
| startovné                                                                                               |                     |                  |                |          |
| za 3 zápasy                                                                                             | 331 000 $           | 134 200 $        | —              |          |
| za 2 zápasy                                                                                             | 248 250 $           | 100 650 $        | —              |          |
| za 1 zápas                                                                                              | 165 500 $           | 67 100 $         | —              |          |
| náhradníci                                                                                              | náhradníci          | 155 000 $        | —              | 51 700 $ |
| ZS/F – celkové odměny či body získané v základní skupině/finále, odměny ve čtyřhře jsou uváděny na pár. |                     |                  |                |          |

### Vývoj názvu
| Období    | základní název               |
| --------- | ---------------------------- |
| 1970–1989 | Masters Grand Prix           |
| 1990–1999 | ATP Tour World Championships |
| 2000–2008 | Tennis Masters Cup           |
| 2009–2016 | ATP World Tour Finals        |
| od 2017   | ATP Finals                   |

## Sponzorství
Generálním sponzorem Turnaje mistrů byl v minulosti většinou hlavní obchodní partner celého mužského okruhu ATP Tour. Od vzniku okruhu 1990 až do sezóny 2008 však událost žádného sponzora neměla, přestože singlovou část túry ATP zajištovala firma IBM. V období 2009–2016 se generálním partnerem stala společnost Barclays PLC, která roku 2015 potvrdila, že sedmiletou smlouvu neprodlouží.
V roce 2017 se titulárním partnerem stala japonská společnost Nitto Denko. Smlouvu následně prodloužila minimálně do roku 2025.

## Přehled rekordů dvouhry
Statistiky Turnaje mistrů.
Nejvíce titulů

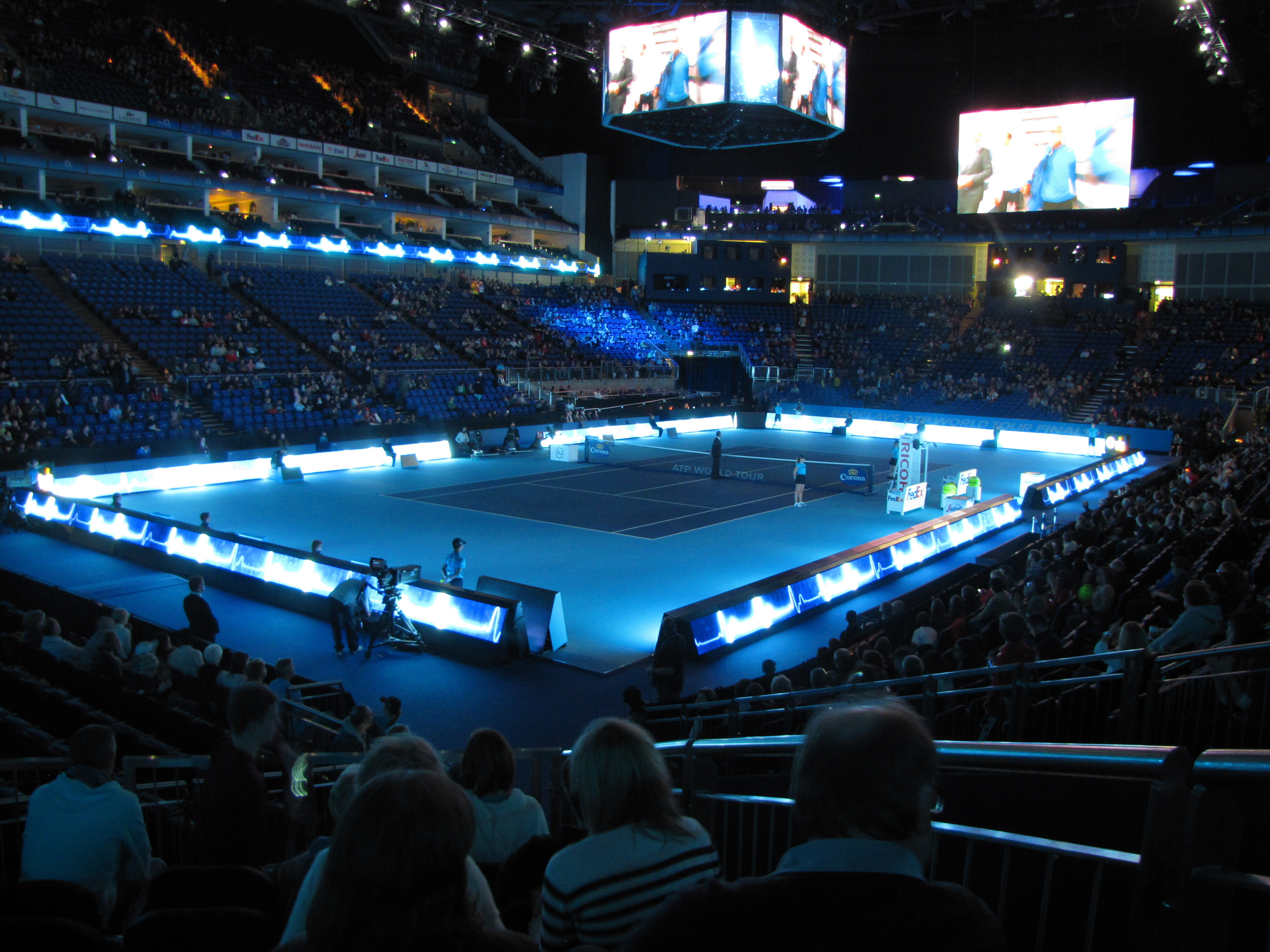
O_{2} aréna, Londýn

1.  Novak Djoković, 7 (2008, 2012, 2013, 2014, 2015, 2022, 2023)
2.  Roger Federer, 6 (2003, 2004, 2006, 2007, 2010, 2011)
3.  Ivan Lendl, 5 (1981, 1982, 1985, 1986, 1987)
3.  Pete Sampras, 5 (1991, 1994, 1996, 1997, 1999)
5.  Ilie Năstase, 4 (1971, 1972, 1973, 1975)
Nejvíce titulů v řadě
-  Novak Djoković, 4 (2012–2015)

Nejvíce finálových účastí
1.  Roger Federer, 10 (2003–2007, 2010–2012, 2014–2015)
2.  Ivan Lendl, 9 (1980–1988)
3.  Boris Becker, 8 (1985–1986, 1987–1988, 1992, 1994–1996)
3.  Novak Djoković, 8 (2012–2016, 2018, 2022–2023)
5.  Pete Sampras, 6 (1991, 1993–1994, 1996–1997, 1999)
Nejvíce finálových účastí v řadě
1.  Ivan Lendl, 9 (1980–1988)
2.  Novak Djoković, 5 (2012–2016)
2.  Ilie Năstase, 5 (1971–1975)
2.  Roger Federer, 5 (2003–2007)
5.  Roger Federer, 3 (2010–2012)
5.  Stan Smith, 3 (1970–1972)
5.  Boris Becker, 3 (1994–1996)

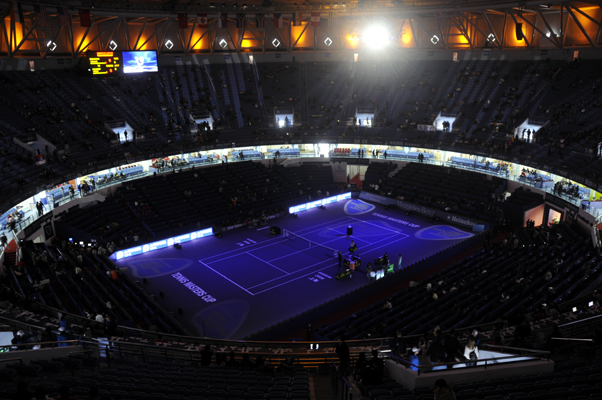
Stadion Čchi-čung, Šanghaj

Vítězové turnaje bez porážky (od 1990)
-  Roger Federer (2003, 2004, 2006, 2010, 2011)
-  Novak Djoković (2012, 2013, 2014, 2022)
-  Michael Stich (1993)
-  Lleyton Hewitt (2001)
-  Andy Murray (2016)
-  Daniil Medveděv (2020)
-  Jannik Sinner (2024)

Nejvyšší počet aktivních účastí
1.  Roger Federer, 17 (2002–2015, 2017–2019)
2.  Novak Djoković, 16 (2007–2016, 2018–2023)
3.  Andre Agassi, 13 (1988–1991, 1994, 1996, 1998–2003, 2005)
4.  Ivan Lendl, 12 (1980–1991)
5.  Jimmy Connors, 11 (1972–1973, 1977–1984, 1987)
5.  Boris Becker, 11 (1985–1992, 1994–1996)
5.  Pete Sampras, 11 (1990–2000)
5.  Rafael Nadal, 11 (2006–2007, 2009–2011, 2013, 2015, 2017, 2019–2020, 2022)
Nejvyšší zápasová úspěšnost
1.  Ilie Năstase – 88,0 % (22–3)
2.  Ivan Lendl – 79,6 % (39–10)
3.  Roger Federer – 77,6 % (59–17)
4.  Boris Becker – 73,5 % (36–13)
4.  Novak Djoković – 73,5 % (50–18)
Nejmladší vítěz
-  John McEnroe – 19 let a 11 měsíců (1979)

Nejstarší vítěz
-  Novak Djoković – 36 let a 5 měsíců (2023)

## Dějiště konání
| Město         | stát               | období    | povrch                                         | dějiště konání               | kapacita |
| ------------- | ------------------ | --------- | ---------------------------------------------- | ---------------------------- | -------- |
| Tokio         | Japonsko           | 1970      | koberec / hala                                 | Tokyo Metropolitan Gymnasium | 6 500    |
| Paříž         | Francie            | 1971      | koberec / hala                                 | Stade Pierre de Coubertin    | 5 000    |
| Barcelona     | Španělsko          | 1972      | koberec / hala                                 | Palau Blaugrana              | 5 700    |
| Boston        | Spojené státy      | 1973      | koberec / hala                                 | Boston Garden                | 14 900   |
| Melbourne     | Austrálie          | 1974      | tráva / venku                                  | Kooyong Stadium              | 8 500    |
| Stockholm     | Švédsko            | 1975      | koberec / hala                                 | Kungliga tennishallen        | 6 000    |
| Houston       | Spojené státy      | 1976      | koberec / hala                                 | The Summit                   | 16 300   |
| New York      | Spojené státy      | 1977–1989 | koberec / hala                                 | Madison Square Garden        | 18 000   |
| Frankfurt     | Německo            | 1990–1995 | koberec / hala                                 | Festhalle Frankfurt          | 12 000   |
| Hannover      | Německo            | 1996–1999 | koberec / hala (1996) tvrdý / hala (1997–1999) | Hanover fairground           | 15 000   |
| Lisabon       | Portugalsko        | 2000      | tvrdý / hala                                   | Pavilhão Atlântico           | 12 000   |
| Sydney        | Austrálie          | 2001      | tvrdý / hala                                   | Acer Arena                   | 17 500   |
| Šanghaj       | Čína               | 2002      | tvrdý / hala                                   | SNIEC                        | 10 000   |
| Houston       | Spojené státy      | 2003–2004 | tvrdý / venku                                  | Westside Tennis Club         | 5 240    |
| Šanghaj       | Čína               | 2005–2008 | koberec / hala (2005) tvrdý / hala (2006–2008) | Stadion Čchi-čung            | 15 000   |
| Londýn        | Spojené království | 2009–2020 | tvrdý / hala                                   | O2 Arena                     | 20 000   |
| Turín         | Itálie             | 2021–2025 | tvrdý / hala                                   | Pala Alpitour                | 12 000   |
| bude oznámeno | Itálie             | 2026–2030 |                                                |                              |          |

## Přehled finále

### Dvouhra

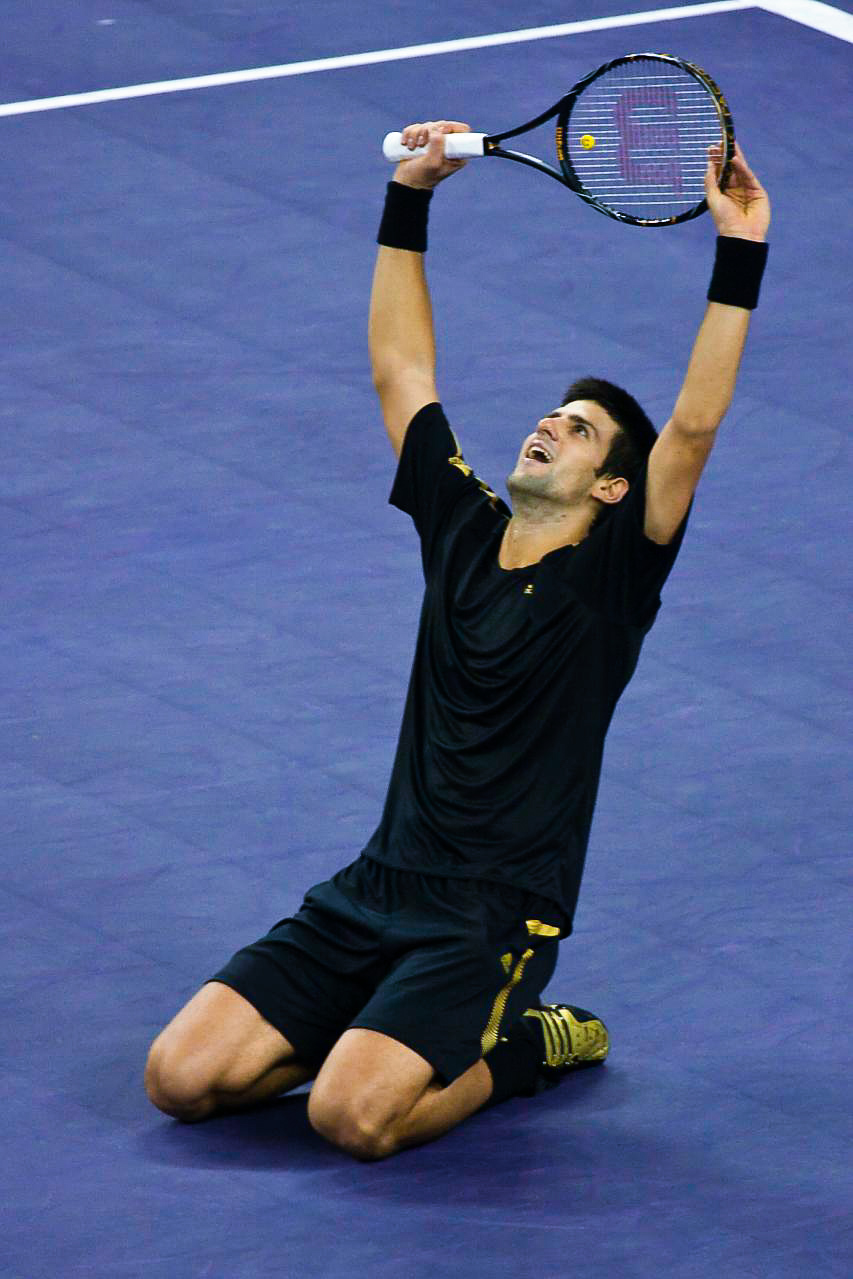
Novak Djoković získává první titul, 2008

| Rok                          | místo              | vítěz              | finalista                    | výsledek                                 |
| Masters Grand Prix           | Masters Grand Prix | Masters Grand Prix | Masters Grand Prix           | Masters Grand Prix                       |
| ---------------------------- | ------------------ | ------------------ | ---------------------------- | ---------------------------------------- |
| 1970                         | Tokio              | Stan Smith         | hrána pouze základní skupina | hrána pouze základní skupina             |
| 1971                         | Paříž              | Ilie Năstase       | hrána pouze základní skupina | hrána pouze základní skupina             |
| 1972                         | Barcelona          | Ilie Năstase (2)   | Stan Smith                   | 6–3, 6–2, 3–6, 2–6, 6–3                  |
| 1973                         | Boston             | Ilie Năstase (3)   | Tom Okker                    | 6–3, 7–5, 4–6, 6–3                       |
| 1974                         | Melbourne          | Guillermo Vilas    | Ilie Năstase                 | 7–6(8–6), 6–2, 3–6, 3–6, 6–4             |
| 1975                         | Stockholm          | Ilie Năstase (4)   | Björn Borg                   | 6–2, 6–2, 6–1                            |
| 1976                         | Houston            | Manuel Orantes     | Wojciech Fibak               | 5–7, 6–2, 0–6, 7–6(7–1), 6–1             |
| 1977                         | New York           | Jimmy Connors      | Björn Borg                   | 6–4, 1–6, 6–4                            |
| 1978                         | New York           | John McEnroe       | Arthur Ashe                  | 6–7(5–7), 6–3, 7–5                       |
| 1979                         | New York           | Björn Borg         | Vitas Gerulaitis             | 6–2, 6–2                                 |
| 1980                         | New York           | Björn Borg (2)     | Ivan Lendl                   | 6–4, 6–2, 6–2                            |
| 1981                         | New York           | Ivan Lendl         | Vitas Gerulaitis             | 6–7(5–7), 2–6, 7–6(8–6), 6–2, 6–4        |
| 1982                         | New York           | Ivan Lendl (2)     | John McEnroe                 | 6–4, 6–4, 6–2                            |
| 1983                         | New York           | John McEnroe (2)   | Ivan Lendl                   | 6–3, 6–4, 6–4                            |
| 1984                         | New York           | John McEnroe (3)   | Ivan Lendl                   | 7–5, 6–0, 6–4                            |
| 1985                         | New York           | Ivan Lendl (3)     | Boris Becker                 | 6–2, 7–6(7–4), 6–3                       |
| 1986                         | New York           | Ivan Lendl (4)     | Boris Becker                 | 6–4, 6–4, 6–4                            |
| 1987                         | New York           | Ivan Lendl (5)     | Mats Wilander                | 6–2, 6–2, 6–3                            |
| 1988                         | New York           | Boris Becker       | Ivan Lendl                   | 5–7, 7–6(7–5), 3–6, 6–2, 7–6(7–5)        |
| 1989                         | New York           | Stefan Edberg      | Boris Becker                 | 4–6, 7–6(8–6), 6–3, 6–1                  |
| ATP Tour World Championships |                    |                    |                              |                                          |
| 1990                         | Frankfurt          | Andre Agassi       | Stefan Edberg                | 5–7, 7–6(7–5), 7–5, 6–2                  |
| 1991                         | Frankfurt          | Pete Sampras       | Jim Courier                  | 3–6, 7–6(7–5), 6–3, 6–4                  |
| 1992                         | Frankfurt          | Boris Becker (2)   | Jim Courier                  | 6–4, 6–3, 7–5                            |
| 1993                         | Frankfurt          | Michael Stich      | Pete Sampras                 | 7–6(7–3), 2–6, 7–6(9–7), 6–2             |
| 1994                         | Frankfurt          | Pete Sampras (2)   | Boris Becker                 | 4–6, 6–3, 7–5, 6–4                       |
| 1995                         | Frankfurt          | Boris Becker (3)   | Michael Chang                | 7–6(7–3), 6–0, 7–6(7–5)                  |
| 1996                         | Hannover           | Pete Sampras (3)   | Boris Becker                 | 3–6, 7–6(7–5), 7–6(7–4), 6–7(11–13), 6–4 |
| 1997                         | Hannover           | Pete Sampras (4)   | Jevgenij Kafelnikov          | 6–3, 6–2, 6–2                            |
| 1998                         | Hannover           | Àlex Corretja      | Carlos Moyà                  | 3–6, 3–6, 7–5, 6–3, 7–5                  |
| 1999                         | Hannover           | Pete Sampras (5)   | Andre Agassi                 | 6–1, 7–5, 6–4                            |
| Tennis Masters Cup           |                    |                    |                              |                                          |
| 2000                         | Lisabon            | Gustavo Kuerten    | Andre Agassi                 | 6–4, 6–4, 6–4                            |
| 2001                         | Sydney             | Lleyton Hewitt     | Sébastien Grosjean           | 6–3, 6–3, 6–4                            |
| 2002                         | Šanghaj            | Lleyton Hewitt (2) | Juan Carlos Ferrero          | 7–5, 7–5, 2–6, 2–6, 6–4                  |
| 2003                         | Houston            | Roger Federer      | Andre Agassi                 | 6–3, 6–0, 6–4                            |
| 2004                         | Houston            | Roger Federer (2)  | Lleyton Hewitt               | 6–3, 6–2                                 |
| 2005                         | Šanghaj            | David Nalbandian   | Roger Federer                | 6–7(4–7), 6–7(11–13), 6–2, 6–1, 7–6(7–3) |
| 2006                         | Šanghaj            | Roger Federer (3)  | James Blake                  | 6–0, 6–3, 6–4                            |
| 2007                         | Šanghaj            | Roger Federer (4)  | David Ferrer                 | 6–2, 6–3, 6–2                            |
| 2008                         | Šanghaj            | Novak Djoković     | Nikolaj Davyděnko            | 6–1, 7–5                                 |
| ATP World Tour Finals        |                    |                    |                              |                                          |
| 2009                         | Londýn             | Nikolaj Davyděnko  | Juan Martín del Potro        | 6–3, 6–4                                 |
| 2010                         | Londýn             | Roger Federer (5)  | Rafael Nadal                 | 6–3, 3–6, 6–1                            |
| 2011                         | Londýn             | Roger Federer (6)  | Jo-Wilfried Tsonga           | 6–3, 6–7(6–8), 6–3                       |
| 2012                         | Londýn             | Novak Djoković (2) | Roger Federer                | 7–6(8–6), 7–5                            |
| 2013                         | Londýn             | Novak Djoković (3) | Rafael Nadal                 | 6–3, 6–4                                 |
| 2014                         | Londýn             | Novak Djoković (4) | Roger Federer                | bez boje                                 |
| 2015                         | Londýn             | Novak Djoković (5) | Roger Federer                | 6–3, 6–4                                 |
| 2016                         | Londýn             | Andy Murray        | Novak Djoković               | 6–3, 6–4                                 |
| ATP Finals                   | Londýn             |                    |                              |                                          |
| 2017                         | Londýn             | Grigor Dimitrov    | David Goffin                 | 7–5, 4–6, 6–3                            |
| 2018                         | Londýn             | Alexander Zverev   | Novak Djoković               | 6–4, 6–3                                 |
| 2019                         | Londýn             | Stefanos Tsitsipas | Dominic Thiem                | 6–7(6–8), 6–2, 7–6(7–4)                  |
| 2020                         | Londýn             | Daniil Medveděv    | Dominic Thiem                | 4–6, 7–6(7–2), 6–4                       |
| 2021                         | Turín              | Alexander Zverev   | Daniil Medveděv              | 6–4, 6–4                                 |
| 2022                         | Turín              | Novak Djoković (6) | Casper Ruud                  | 7–5, 6–3                                 |
| 2023                         | Turín              | Novak Djoković (7) | Jannik Sinner                | 6–3, 6–3                                 |
| 2024                         | Turín              | Jannik Sinner      | Taylor Fritz                 | 6–4, 6–4                                 |

### Čtyřhra

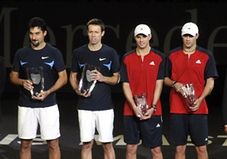
Vlevo vítězové Daniel Nestor a Nenad Zimonjić, vpravo finalisté Bob a Mike Bryanovi, 2008

| Rok                             | místo              | vítězové                            | finalisté                            | výsledek                          |
| Masters Grand Prix              | Masters Grand Prix | Masters Grand Prix                  | Masters Grand Prix                   | Masters Grand Prix                |
| ------------------------------- | ------------------ | ----------------------------------- | ------------------------------------ | --------------------------------- |
| 1970                            | Tokio              | Stan Smith Arthur Ashe              | hrána pouze základní skupina         | hrána pouze základní skupina      |
| 1971 1974                       | čtyřhra nehrána    | čtyřhra nehrána                     | čtyřhra nehrána                      | čtyřhra nehrána                   |
| 1975                            | Stockholm          | Juan Gisbert Manuel Orantes         | hrána pouze základní skupina         | hrána pouze základní skupina      |
| 1976                            | Houston            | Fred McNair Sherwood Stewart        | Brian Gottfried Raúl Ramírez         | 6–4, 5–7, 5–7, 6–4, 6–4           |
| 1977                            | New York           | Bob Hewitt Frew McMillan            | Robert Lutz Stan Smith               | 7–5, 7–6, 6–3                     |
| 1978                            | New York           | Peter Fleming John McEnroe          | Wojciech Fibak Tom Okker             | 6–4, 6–2, 6–4                     |
| 1979                            | New York           | Peter Fleming John McEnroe          | Wojciech Fibak Tom Okker             | 6–3, 7–6, 6–1                     |
| 1980                            | New York           | Peter Fleming John McEnroe          | Peter McNamara Paul McNamee          | 6–4, 6–3                          |
| 1981                            | New York           | Peter Fleming John McEnroe          | Kevin Curren Steve Denton            | 6–3, 6–3                          |
| 1982                            | New York           | Peter Fleming John McEnroe          | Sherwood Stewart Ferdi Taygan        | 7–5, 6–3                          |
| 1983                            | New York           | Peter Fleming John McEnroe          | Pavel Složil Tomáš Šmíd              | 6–2, 6–2                          |
| 1984                            | New York           | Peter Fleming John McEnroe          | Mark Edmondson Sherwood Stewart      | 6–3, 6–1                          |
| 1985                            | New York           | Stefan Edberg Anders Järryd         | Joakim Nyström Mats Wilander         | 6–1, 7–6(7–5)                     |
| 1986                            | Londýn             | Stefan Edberg Anders Järryd         | Guy Forget Yannick Noah              | 6–3, 7–6(7–2), 6–3                |
| 1987                            | Londýn             | Miloslav Mečíř Tomáš Šmíd           | Ken Flach Robert Seguso              | 6–4, 7–5, 6–7(5–7), 6–3           |
| 1988                            | Londýn             | Rick Leach Jim Pugh                 | Sergio Casal Emilio Sánchez          | 6–4, 6–3, 2–6, 6–0                |
| 1989                            | Londýn             | Jim Grabb Patrick McEnroe           | John Fitzgerald Anders Järryd        | 7–5, 7–6(7–4), 5–7, 6–3           |
| ATP Tour World Championships    |                    |                                     |                                      |                                   |
| 1990                            | Johannesburg       | Guy Forget Jakob Hlasek             | Sergio Casal Emilio Sánchez          | 6–4, 7–6(7–5), 5–7, 6–4           |
| 1991                            | Londýn             | John Fitzgerald Anders Järryd       | Ken Flach Robert Seguso              | 6–4, 6–4, 2–6, 6–4                |
| 1992                            | Londýn             | Todd Woodbridge Mark Woodforde      | John Fitzgerald Anders Järryd        | 6–2, 7–6(7–4), 5–7, 3–6, 6–3      |
| 1993                            | Londýn             | Jacco Eltingh Paul Haarhuis         | Todd Woodbridge Mark Woodforde       | 7–6(7–4), 7–6(7–5), 6–4           |
| 1994                            | Jakarta            | Jan Apell Jonas Björkman            | Todd Woodbridge Mark Woodforde       | 6–4, 4–6, 4–6, 7–6(7–5), 7–6(8–6) |
| 1995                            | Eindhoven          | Grant Connell Patrick Galbraith     | Jacco Eltingh Paul Haarhuis          | 7–6(8–6), 7–6(8–6), 3–6, 7–6(7–2) |
| 1996                            | Hartford           | Todd Woodbridge Mark Woodforde      | Sébastien Lareau Alex O'Brien        | 6–4, 5–7, 6–2, 7–6(7–3)           |
| 1997                            | Hartford           | Rick Leach Jonathan Stark           | Maheš Bhúpatí Leander Paes           | 6–3, 6–4, 7–6(7–3)                |
| 1998                            | Hartford           | Jacco Eltingh Paul Haarhuis         | Mark Knowles Daniel Nestor           | 6–4, 6–2, 7–5                     |
| 1999                            | Hartford           | Sébastien Lareau Alex O'Brien       | Maheš Bhúpatí Leander Paes           | 6–3, 6–2, 6–2                     |
| 2000                            | Bengalúr           | Donald Johnson Piet Norval          | Maheš Bhúpatí Leander Paes           | 7–6(10–8), 6–3, 6–4               |
| ATP World Doubles Challenge Cup | Bengalúr           |                                     |                                      |                                   |
| 2001                            | Bengalúr           | Ellis Ferreira Rick Leach           | Petr Pála Pavel Vízner               | 6–7(6–8), 7–6(7–2), 6–4, 6–4      |
| Tennis Masters Cup              |                    |                                     |                                      |                                   |
| 2002                            | čtyřhra nehrána    | čtyřhra nehrána                     | čtyřhra nehrána                      | čtyřhra nehrána                   |
| 2003                            | Houston            | Bob Bryan Mike Bryan                | Michaël Llodra Fabrice Santoro       | 6–7(6–8), 6–3, 3–6, 7–6(7–3), 6–4 |
| 2004                            | Houston            | Bob Bryan Mike Bryan                | Wayne Black Kevin Ullyett            | 4–6, 7–5, 6–4, 6–2                |
| 2005                            | Šanghaj            | Michaël Llodra Fabrice Santoro      | Leander Paes Nenad Zimonjić          | 6–7(6–8), 6–3, 7–6(7–4)           |
| 2006                            | Šanghaj            | Jonas Björkman Max Mirnyj           | Mark Knowles Daniel Nestor           | 6–2, 6–4                          |
| 2007                            | Šanghaj            | Mark Knowles Daniel Nestor          | Simon Aspelin Julian Knowle          | 6–2, 6–3                          |
| 2008                            | Šanghaj            | Daniel Nestor Nenad Zimonjić        | Bob Bryan Mike Bryan                 | 7–6(7–3), 6–2                     |
| ATP World Tour Finals           |                    |                                     |                                      |                                   |
| 2009                            | Londýn             | Bob Bryan Mike Bryan                | Max Mirnyj Andy Ram                  | 7–6(7–5), 6–3                     |
| 2010                            | Londýn             | Daniel Nestor Nenad Zimonjić        | Maheš Bhúpatí Max Mirnyj             | 7–6(8–6), 6–4                     |
| 2011                            | Londýn             | Max Mirnyj Daniel Nestor            | Mariusz Fyrstenberg Marcin Matkowski | 7–5, 6–3                          |
| 2012                            | Londýn             | Marcel Granollers Marc López        | Maheš Bhúpatí Rohan Bopanna          | 7–5, 3–6, [10–3]                  |
| 2013                            | Londýn             | David Marrero Fernando Verdasco     | Bob Bryan Mike Bryan                 | 7–5, 6–7(3–7), [10–7]             |
| 2014                            | Londýn             | Bob Bryan Mike Bryan                | Ivan Dodig Marcelo Melo              | 6–7(5–7), 6–2, [10–7]             |
| 2015                            | Londýn             | Jean-Julien Rojer Horia Tecău       | Rohan Bopanna Florin Mergea          | 6–4, 6–3                          |
| 2016                            | Londýn             | Henri Kontinen John Peers           | Raven Klaasen Rajeev Ram             | 2–6, 6–1, [10–8]                  |
| ATP Finals                      | Londýn             |                                     |                                      |                                   |
| 2017                            | Londýn             | Henri Kontinen John Peers           | Łukasz Kubot Marcelo Melo            | 6–4, 6–2                          |
| 2018                            | Londýn             | Jack Sock Mike Bryan                | Pierre-Hugues Herbert Nicolas Mahut  | 5–7, 6–1, [13–11]                 |
| 2019                            | Londýn             | Pierre-Hugues Herbert Nicolas Mahut | Raven Klaasen Michael Venus          | 6–3, 6–4                          |
| 2020                            | Londýn             | Wesley Koolhof Nikola Mektić        | Jürgen Melzer Pierre-Hugues Herbert  | 2–6, 6–3, [10–5]                  |
| 2021                            | Turín              | Pierre-Hugues Herbert Nicolas Mahut | Rajeev Ram Joe Salisbury             | 6–4, 7–6(7–0)                     |
| 2022                            | Turín              | Rajeev Ram Joe Salisbury            | Nikola Mektić Mate Pavić             | 7–6(7–4), 6–4                     |
| 2023                            | Turín              | Rajeev Ram Joe Salisbury            | Marcel Granollers Horacio Zeballos   | 6–3, 6–4                          |
| 2024                            | Turín              | Kevin Krawietz Tim Pütz             | Marcelo Arévalo Mate Pavić           | 7–6(7–5), 7–6(8–6)                |

## Přehled vítězů a finalistů

### Dvouhra
| Tituly | tenista               | vítěz                                    | finalista                    |
| ------ | --------------------- | ---------------------------------------- | ---------------------------- |
| 7      | Novak Djoković        | 2008, 2012, 2013, 2014, 2015, 2022, 2023 | 2016, 2018                   |
| 6      | Roger Federer         | 2003, 2004, 2006, 2007, 2010, 2011       | 2005, 2012, 2014             |
| 5      | Ivan Lendl            | 1981, 1982, 1985, 1986, 1987             | 1980, 1983, 1984, 1988       |
| 5      | Pete Sampras          | 1991, 1994, 1996, 1997, 1999             | 1993                         |
| 4      | Ilie Năstase          | 1971, 1972, 1973, 1975                   | 1974                         |
| 3      | Boris Becker          | 1988, 1992, 1995                         | 1985, 1986, 1989, 1994, 1996 |
| 3      | John McEnroe          | 1978, 1983, 1984                         | 1982                         |
| 2      | Björn Borg            | 1979, 1980                               | 1975, 1977                   |
| 2      | Lleyton Hewitt        | 2001, 2002                               | 2004                         |
| 2      | Alexander Zverev      | 2018, 2021                               |                              |
| 1      | Andre Agassi          | 1990                                     | 1999, 2000, 2003             |
| 1      | Stan Smith            | 1970                                     | 1972                         |
| 1      | Stefan Edberg         | 1989                                     | 1990                         |
| 1      | Nikolaj Davyděnko     | 2009                                     | 2008                         |
| 1      | Daniil Medveděv       | 2020                                     | 2021                         |
| 1      | Jannik Sinner         | 2024                                     | 2023                         |
| 1      | Guillermo Vilas       | 1974                                     |                              |
| 1      | Manuel Orantes        | 1976                                     |                              |
| 1      | Jimmy Connors         | 1977                                     |                              |
| 1      | Michael Stich         | 1993                                     |                              |
| 1      | Àlex Corretja         | 1998                                     |                              |
| 1      | Gustavo Kuerten       | 2000                                     |                              |
| 1      | David Nalbandian      | 2005                                     |                              |
| 1      | Andy Murray           | 2016                                     |                              |
| 1      | Grigor Dimitrov       | 2017                                     |                              |
| 1      | Stefanos Tsitsipas    | 2019                                     |                              |
| 0      | Vitas Gerulaitis      |                                          | 1979, 1981                   |
| 0      | Jim Courier           |                                          | 1991, 1992                   |
| 0      | Rafael Nadal          |                                          | 2010, 2013                   |
| 0      | Dominic Thiem         |                                          | 2019, 2020                   |
| 0      | Tom Okker             |                                          | 1973                         |
| 0      | Wojciech Fibak        |                                          | 1976                         |
| 0      | Arthur Ashe           |                                          | 1979                         |
| 0      | Mats Wilander         |                                          | 1987                         |
| 0      | Michael Chang         |                                          | 1995                         |
| 0      | Jevgenij Kafelnikov   |                                          | 1997                         |
| 0      | Carlos Moyà           |                                          | 1998                         |
| 0      | Sébastien Grosjean    |                                          | 2001                         |
| 0      | Juan Carlos Ferrero   |                                          | 2002                         |
| 0      | James Blake           |                                          | 2006                         |
| 0      | David Ferrer          |                                          | 2007                         |
| 0      | Juan Martín del Potro |                                          | 2009                         |
| 0      | Jo-Wilfried Tsonga    |                                          | 2011                         |
| 0      | David Goffin          |                                          | 2017                         |
| 0      | Casper Ruud           |                                          | 2022                         |
| 0      | Taylor Fritz          |                                          | 2024                         |

### Čtyřhra
| Tituly | tenista               | vítěz                                    | finalista  |
| ------ | --------------------- | ---------------------------------------- | ---------- |
| 7      | Peter Fleming         | 1978, 1979, 1980, 1981, 1982, 1983, 1984 |            |
| 7      | John McEnroe          | 1978, 1979, 1980, 1981, 1982, 1983, 1984 |            |
| 5      | Bob Bryan             | 2003, 2004, 2009, 2014, 2018             | 2008       |
| 4      | Daniel Nestor         | 2007, 2008, 2010, 2011                   | 1998, 2006 |
| 4      | Mike Bryan            | 2003, 2004, 2009, 2014                   | 2008       |
| 3      | Anders Järryd         | 1985, 1986, 1991                         | 1989, 1992 |
| 3      | Rick Leach            | 1988, 1997, 2001                         |            |
| 2      | Todd Woodbridge       | 1992, 1996                               | 1993, 1994 |
| 2      | Mark Woodforde        | 1992, 1996                               | 1993, 1994 |
| 2      | Max Mirnyj            | 2006, 2011                               | 2009, 2010 |
| 2      | Jacco Eltingh         | 1993, 1998                               | 1995       |
| 2      | Paul Haarhuis         | 1993, 1998                               | 1995       |
| 2      | Nenad Zimonjić        | 2008, 2010                               | 2005       |
| 2      | Stefan Edberg         | 1985, 1986                               |            |
| 2      | Jonas Björkman        | 1994, 2006                               |            |
| 2      | Henri Kontinen        | 2016, 2017                               |            |
| 2      | John Peers            | 2016, 2017                               |            |
| 2      | Pierre-Hugues Herbert | 2019, 2021                               | 2018, 2020 |
| 2      | Nicolas Mahut         | 2019, 2021                               | 2018       |
| 2      | Rajeev Ram            | 2022, 2023                               |            |
| 2      | Joe Salisbury         | 2022, 2023                               |            |
| 1      | Sherwood Stewart      | 1976                                     | 1982, 1984 |
| 1      | John Fitzgerald       | 1991                                     | 1989, 1992 |
| 1      | Mark Knowles          | 2007                                     | 1998, 2006 |
| 1      | Stan Smith            | 1970                                     | 1977       |
| 1      | Tomáš Šmíd            | 1987                                     | 1983       |
| 1      | Guy Forget            | 1990                                     | 1986       |
| 1      | Sébastien Lareau      | 1999                                     | 1996       |
| 1      | Alex O'Brien          | 1999                                     | 1996       |
| 1      | Michaël Llodra        | 2005                                     | 2003       |
| 1      | Fabrice Santoro       | 2005                                     | 2003       |
| 1      | Nikola Mektić         | 2020                                     | 2022       |
| 1      | Arthur Ashe           | 1970                                     |            |
| 1      | Juan Gisbert          | 1975                                     |            |
| 1      | Manuel Orantes        | 1975                                     |            |
| 1      | Fred McNair           | 1976                                     |            |
| 1      | Bob Hewitt            | 1977                                     |            |
| 1      | Frew McMillan         | 1977                                     |            |
| 1      | Miloslav Mečíř        | 1987                                     |            |
| 1      | Jim Pugh              | 1988                                     |            |
| 1      | Jim Grabb             | 1989                                     |            |
| 1      | Patrick McEnroe       | 1989                                     |            |
| 1      | Jakob Hlasek          | 1990                                     |            |
| 1      | Jan Apell             | 1994                                     |            |
| 1      | Grant Connell         | 1995                                     |            |
| 1      | Patrick Galbraith     | 1995                                     |            |
| 1      | Jonathan Stark        | 1997                                     |            |
| 1      | Donald Johnson        | 2000                                     |            |
| 1      | Piet Norval           | 2000                                     |            |
| 1      | Ellis Ferreira        | 2001                                     |            |
| 1      | Marcel Granollers     | 2012                                     |            |
| 1      | Marc López            | 2012                                     |            |
| 1      | David Marrero         | 2013                                     |            |
| 1      | Fernando Verdasco     | 2013                                     |            |
| 1      | Jean-Julien Rojer     | 2015                                     |            |
| 1      | Horia Tecău           | 2015                                     |            |
| 1      | Jack Sock             | 2018                                     |            |
| 1      | Wesley Koolhof        | 2020                                     |            |
| 1      | Kevin Krawietz        | 2024                                     |            |
| 1      | Tim Pütz              | 2024                                     |            |